# Natasja (voornaam)
Natasja is een Russische meisjesnaam die oorspronkelijk is ontstaan als vleivorm van Natalia. Deze naam is op haar beurt afkomstig van het Latijnse natalis en verwijst naar de geboortedag van Christus. De naam werd populair in Rusland door de verheerlijking aldaar van de echtgenote Adrianus van Nicomedië, de heilige Nathalia.
De naam Natasja heeft mogelijk zijn weg naar Europa gevonden door Lev Tolstojs roman Oorlog en vrede.
Variaties in schrijfwijze zijn Natašja, Natásja, Natacha, Natasha en Nathasja.

## Bekende naamdragers
- Natacha Atlas (1964), Belgische zangeres
- Natacha Benmesbah (1989), Franse schaakster
- Natacha Gachnang (1987), Zwitserse autocoureur
- Natasha Bedingfield (1981), Britse zangeres
- Natasha De Troyer (1978), Belgisch skiester
- Natasha Gerson (1969), Nederlandse journaliste
- Natasha Gregson Wagner (1970), Amerikaans actrice
- Natasha Hamilton (1982), Britse zangeres
- Natasha Henstridge (1974), Canadees fotomodel
- Natasha Kai (1983), Amerikaans voetbalster
- Natasha Lyonne (1979), Amerikaans actrice
- Natasha Mealey (1982), Brits ontwerpster, actrice en model
- Natasha Richardson (1963–2009), Brits-Amerikaans actrice
- Natasha Saint-Pier (1981), Canadees zangeres
- Natasha Thomas (1986), Deens zangeres
- Natasja Bennink (1974), Nederlandse beeldhouwster
- Natasja Bruintjes (1988), Nederlandse schaatsster
- Natasja Delanghe (1973), Belgische schilderes
- Natasja Froger (1965), Nederlandse tv-presentatrice
- Natasja Kensmil (1973), Nederlandse schilderes
- Natasja van den Berg (1975), Nederlandse publiciste
- Natasja Vermeer (1973), Nederlandse pornoactrice
- Natallja Zverava (1971), Wit-Russische tennisster

### Fictieve personen
- Natasja, het hoofdpersonage in de gelijknamige strip